# Anillamiento de aves

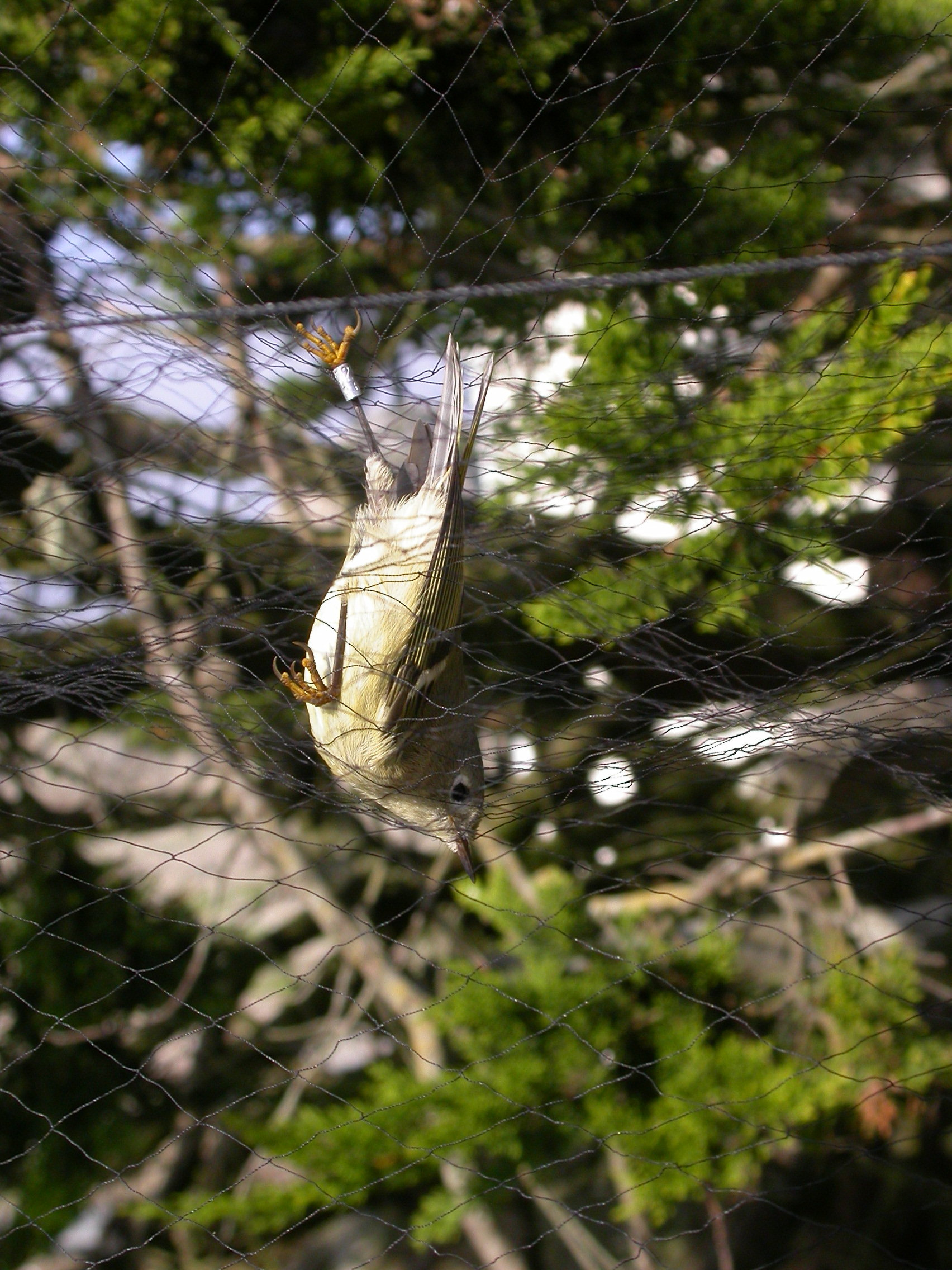
Reyezuelo rubí - Regulus calendula anillado recapturado en una red japonesa.

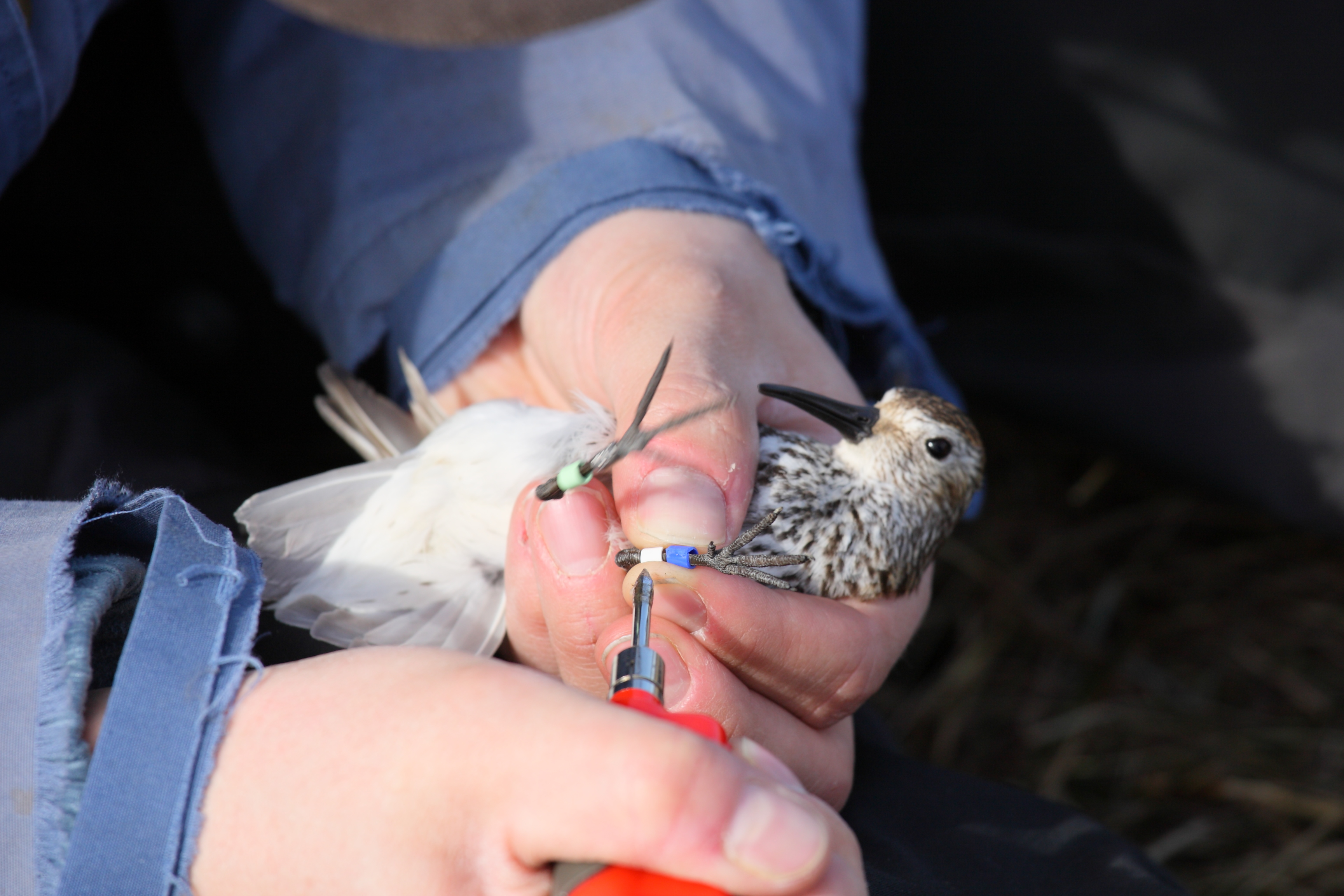
Calidris alpina schinzii. Matsalu.

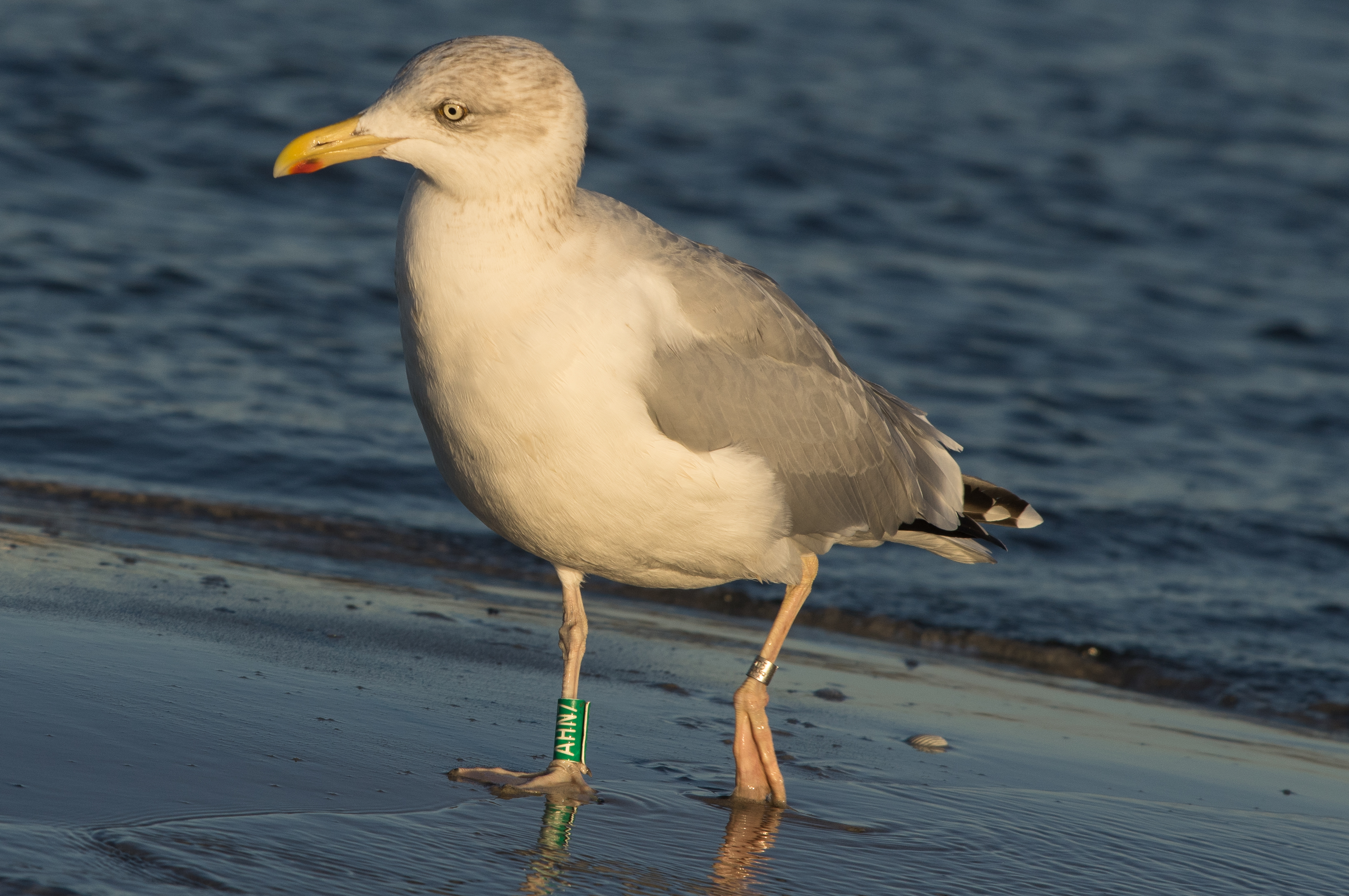
Gaviota argéntea - Larus argentatus AHN7

El anillamiento (o anillado) científico de aves es una técnica de marcaje inocua empleada para el estudio de aves silvestres, que consiste en la colocación de una anilla identificativa única en la pata o cuello de un ave viva previamente capturada.

## Historia
El primer caso de marcaje de aves con un fin científico quedó recogido en un códice del prior de un monasterio cisterciense alemán del siglo XIII. Según recoge este documento, uno de sus paisanos, apasionado de la observación ornitológica, ató un pequeño pergamino en una de las golondrinas que anidaban en su tejado. En él se podía leer: Dime, oh golondrina ¿Dónde vives en invierno? La primavera siguiente regresó la golondrina con una respuesta que decía: En Asia, en la casa de Petrus.
En el siglo XVIII, las referencias al estudio de aves silvestres señalan como pionero al propietario de un castillo en Lorena que marcó con hilos de cobre las golondrinas de algunos nidos, comprobando año tras año el regreso de las aves para criar. Más tarde, a mediados del siglo XIX, el naturalista estadounidense J. J. Audubon, marcó con la misma finalidad a algunos ejemplares de mosquero fibí, una pequeña ave insectívora migradora americana, esta vez con hilos de plata colocados en sus patas.
Sin embargo estas marcas no permitían una individualización de los ejemplares. Puede decirse que el primer anillamiento científico lo llevó a cabo el danés H. Christian Mortensen en 1899, cuando marcó 162 estorninos pintos (Sturnus vulgaris) con anillas de aluminio numeradas correlativamente y en las que también figuraba su propio nombre como remite. Este investigador llegó a marcar más de cinco mil aves, obteniendo los primeros resultados concluyentes sobre fenología y migración de algunas especies. La metodología se extiende con gran rapidez por Europa, surgiendo numerosos centros de anillamiento en pocos años: 1903 en Rybachi (Rusia, hasta 1946 llamado Rossiten, Alemania); 1908 en Budapest (Hungría); 1909 en Londres (Inglaterra); 1910 en Helgoland (Alemania); 1911 en Leiden (Países Bajos); 1913 en Salzburgo (Austria); Viborg (Dinamarca), etc.
Los primeros programas de larga duración de anillamiento organizado fueron iniciados en 1909 por parte de Arthur Landsborough Thomson en Aberdeen, Escocia y Harry Witherby en Inglaterra.
En los años treinta del siglo XX, el anillamiento estaba ya  implantado en veintidós países. En España comienza a anillarse hacia 1930, cuando se marcaron las primeras cigüeñas blancas con anillas húngaras. Un año después, se colocaron las primeras anillas con remite español por naturalistas ligados al Museo de Ciencias Naturales de Madrid. En los años siguientes y, sobre todo tras el paréntesis de la guerra civil española, otras instituciones dieron algunos pasos en este campo, pero no fue hasta la década de los años cincuenta cuando comenzó de forma continua y organizada el anillamiento en España. La oficina de Aranzadi es decana en el anillamiento de aves: fundada en 1949, desde 1952 gestiona más de doscientos mil anillamientos al año. En 1954, comienza a anillar la Sociedad Española de Ornitología. En ella, Francisco Bernis, crea el Centro de Migración de Aves. Ambas instituciones permanecen en activo en 2025.
Un hito importante en la historia del anillamiento en Europa es la creación de la Unión Europea para el Anillamiento de Aves - EURING en 1963. Se trata de una organización supranacional que coordina todas las centrales nacionales de anillamiento europeas (unas treinta con más de diez mil personas anilladoras). EURING adopta métodos comunes para la obtención de datos, coordina proyectos de anillamiento a escala continental, promociona y divulga el anillamiento científico. También se encarga de custodiar el banco europeo de datos (creado en 1975) de recuperaciones de aves dentro o fuera del continente europeo y de las anilladas en el seno de EURING.
En 2025 son numerosos los países que cuentan con centros de anillamiento, principalmente en el entorno de Europa y Estados Unidos de América, aunque también en países de América del Sur, en Asia, Oceanía o en África.

## Anillamiento como herramienta de conservación

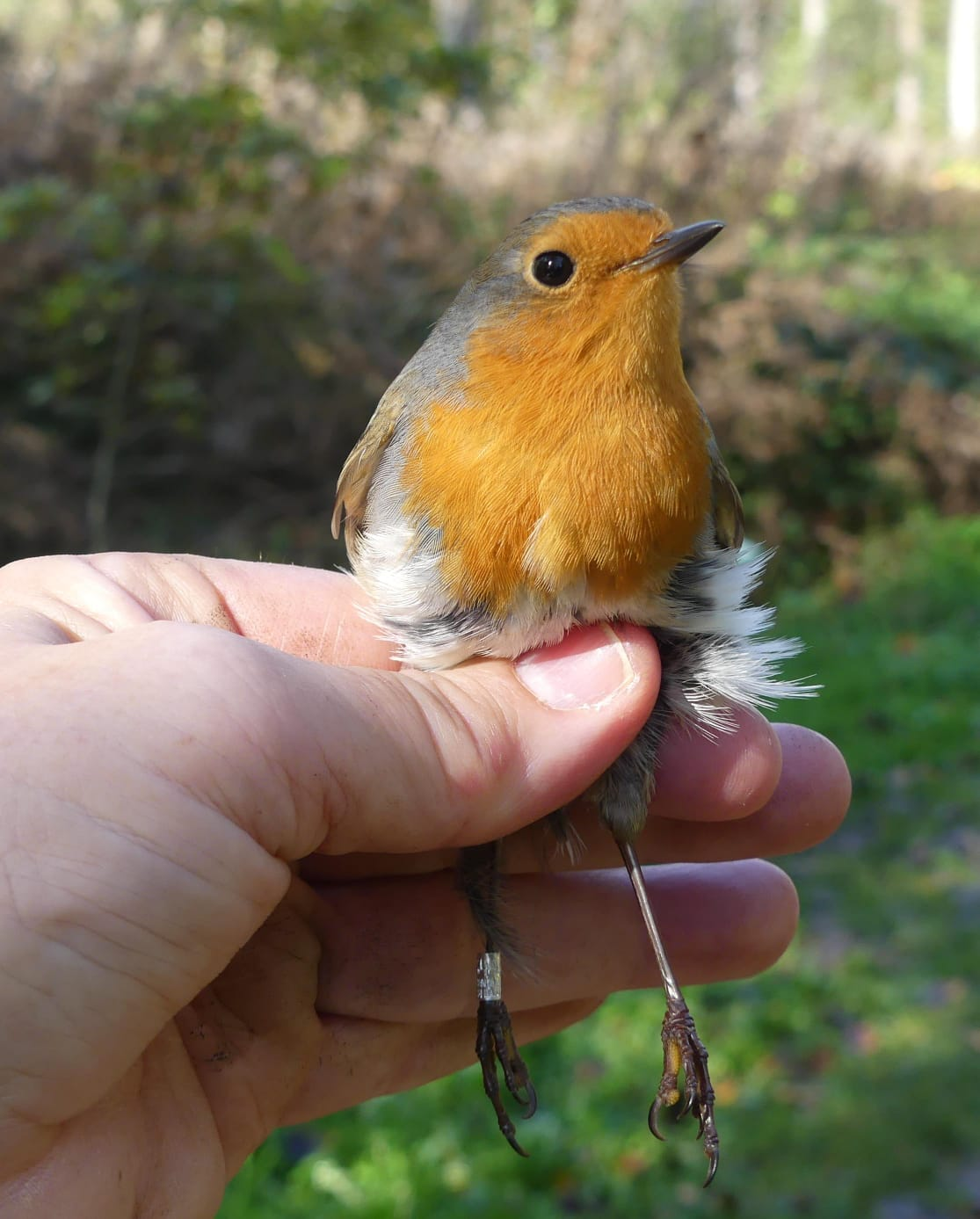
Petirrojo europeo (Erithacus rubecula) anillado (Humedal de Salburua, Álava)

El conocimiento de muchos aspectos de la biología de las aves sólo puede alcanzarse contrastando datos recogidos de un mismo individuo en dos momentos diferentes de su vida. Esto es especialmente necesario en estudios de migración, en los que se investigan los movimientos de una población entre determinadas zonas y en distintas épocas del año. El anillamiento permite individualizar cada ejemplar de una especie o población determinada para posibilitar su seguimiento. Gracias al anillamiento científico de las aves, se llevan a cabo estudios sobre patrones de movimiento, puntos de parada migratoria, reproducción, hábitats, enfermedades, morfología, muda, fisiología, etc. El conocimiento adquirido se aplica en diferentes contextos, incluida la conservación, gestión, cambio climático, dinámica de enfermedades emergentes y otros.

## Metodología

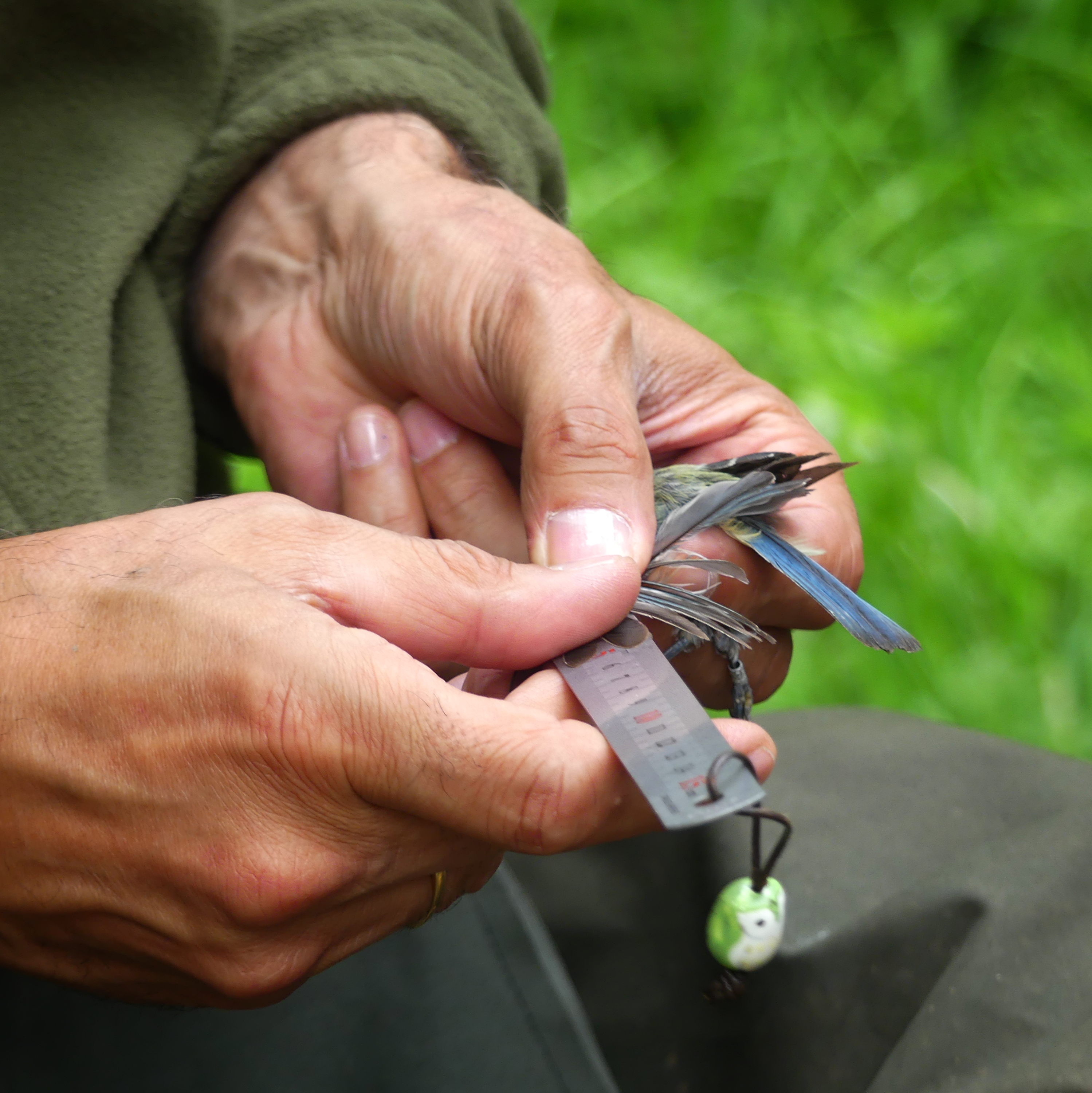
Toma de datos biométricos (longitud tercera primaria) durante el anillamiento.

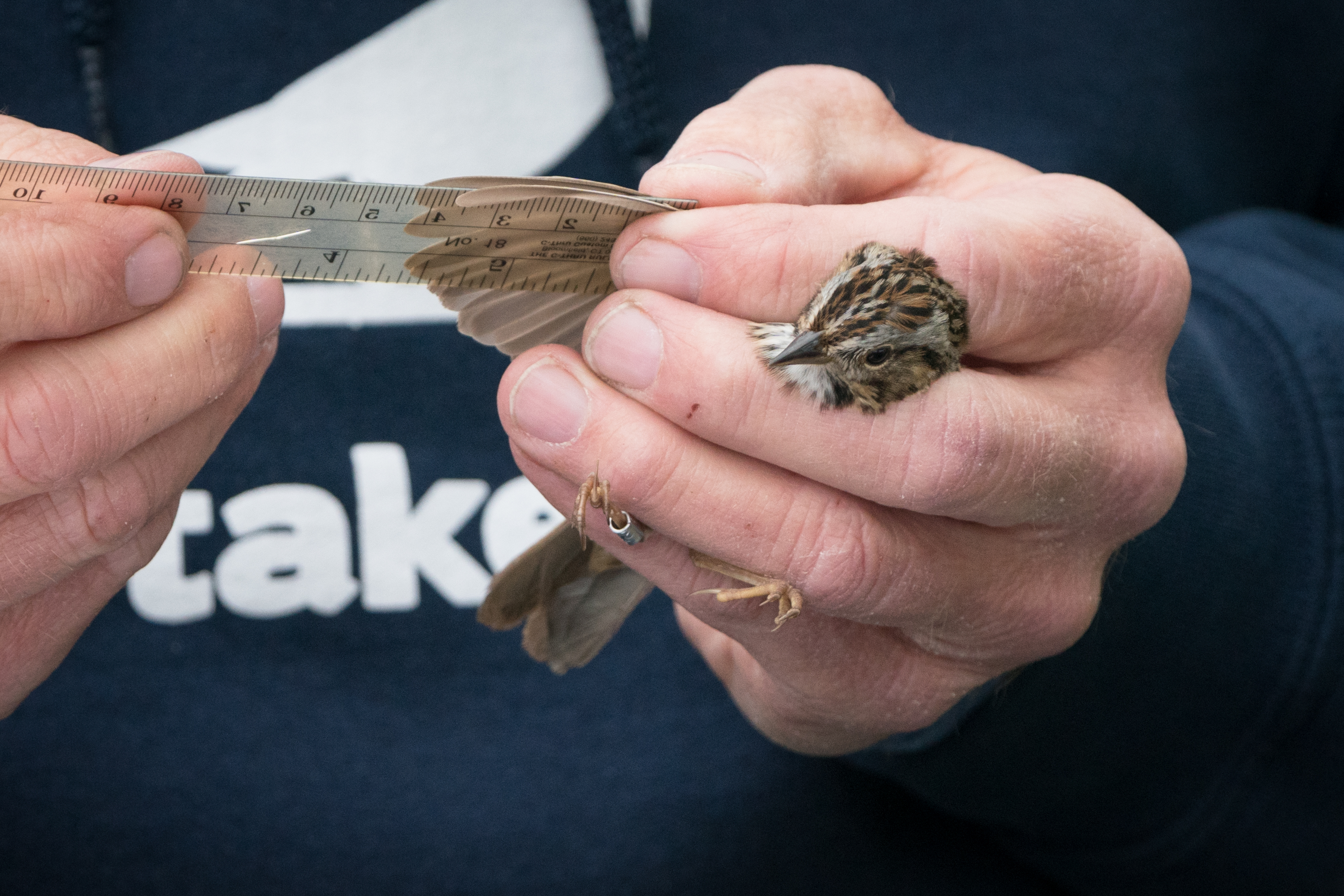
Medida de longitud alar

Existen diversos métodos para la captura y posterior marcaje de las aves. La característica común a todos ellos es que se realizan por medio de procedimientos inocuos para ellas. Dependiendo del tipo de aves que se pretende capturar se utilizan preferentemente unos métodos u otros. Las aves pueden capturarse desde que son pollos aún en el nido, juveniles pero ya habiéndolo abandonado o cuando son adultas.
El método de captura más utilizado para las aves de mediano y pequeño tamaño es el de la red japonesa (también conocida como red invisible, red vertical o red de niebla) que se sitúa en posición vertical entre unas varas. Las aves que pasan por delante de la red no la ven debido a la finura del hilo y quedan enganchadas en ella. Una vez son cuidadosamente liberadas de la red, las aves se introducen en una bolsa colectora de tela en la que se mantienen tranquilas hasta el momento del anillamiento.

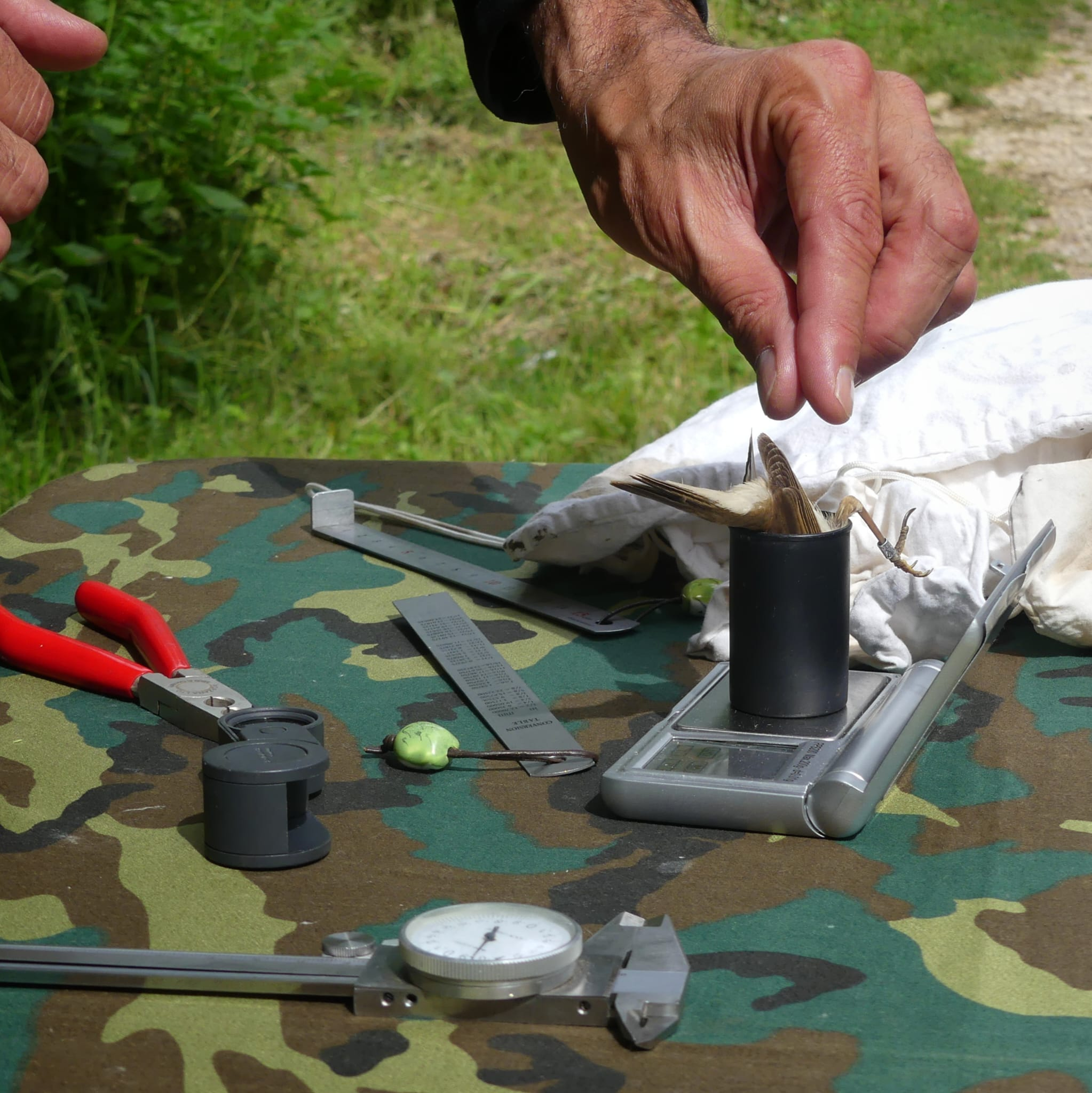
Toma de datos biométricos (peso) durante el anillamiento.

Para el marcado de las distintas especies de aves se utilizan diferentes anillas en función del tamaño y estructura de sus patas o cuellos así como del tipo de hábitat que frecuenten. Esta anilla, habitualmente metálica, lleva impresa una inscripción individualizada que identifica a la estación anilladora donde se centralizan los datos. Incluye uno o varios dígitos adaptados al tamaño de la anilla y un número diferente para todas las anillas del mismo modelo y entidad anilladora.
Durante el tiempo que el ave está en manos de la persona que la anilla se toman una serie de datos biométricos que se apuntan en la ficha correspondiente. Antes de la toma de datos e incluso del anillamiento en sí, se debe determinar la especie a la que pertenece el ejemplar capturado. Los datos biométricos a recoger posteriormente son: medida máxima alar; longitud de la tercera pluma primaria; longitud de la cola; medida del tarso; medida del pico; peso; etc. También se recopila otra información relativa al estado de ave en el momento de su anillamiento: nivel de grasa subcutánea; músculo; presencia o no y estado de la placa incubatriz; etc.
Los datos de anillamiento correspondientes a todas las aves con anillas de un remite determinado quedan archivados en el centro de referencia, de forma que distintos aspectos de la vida del ave se pueden estudiar gracias a la posibilidad de reencontrar al mismo individuo .

## Longevidad y migraciones
El anillamiento científico de aves tiene una gran importancia en la elaboración de mapas y atlas de sus movimientos migratorios.
Las tasas de recaptura o de recuperación de aves anilladas son muy variables y dependen fundamentalmente de la especie a las que pertenezcan. Mientras que en algunos pequeños paseriformes migradores se alcanzan cifras en torno al cinco por mil, en otras aves más sedentarias o más longevas dicha tasa puede fácilmente multiplicarse por diez. Hay que destacar el gran número de aves que son recapturadas a miles de kilómetros de sus lugares de marcaje.
Un charrán ártico anillado en las islas Farne, Reino Unido, en el verano de 1982 cuando todavía no era capaz de volar, fue recuperado en Melbourne, Australia en octubre del mismo año, un viaje de más de 22 000 km (14 000 millas) en tan solo tres meses.
Una pardela de Man que anidaba en la Isla Bardsey, frente a Gales, fue capturada varias veces a lo largo de su vida: en 2003 fue controlada por última vez, estimándose que había vivido cincuenta y un años y que había volado unos ocho millones de km durante su vida, habiendo sobrevivido incluso al ornitólogo que la anilló.

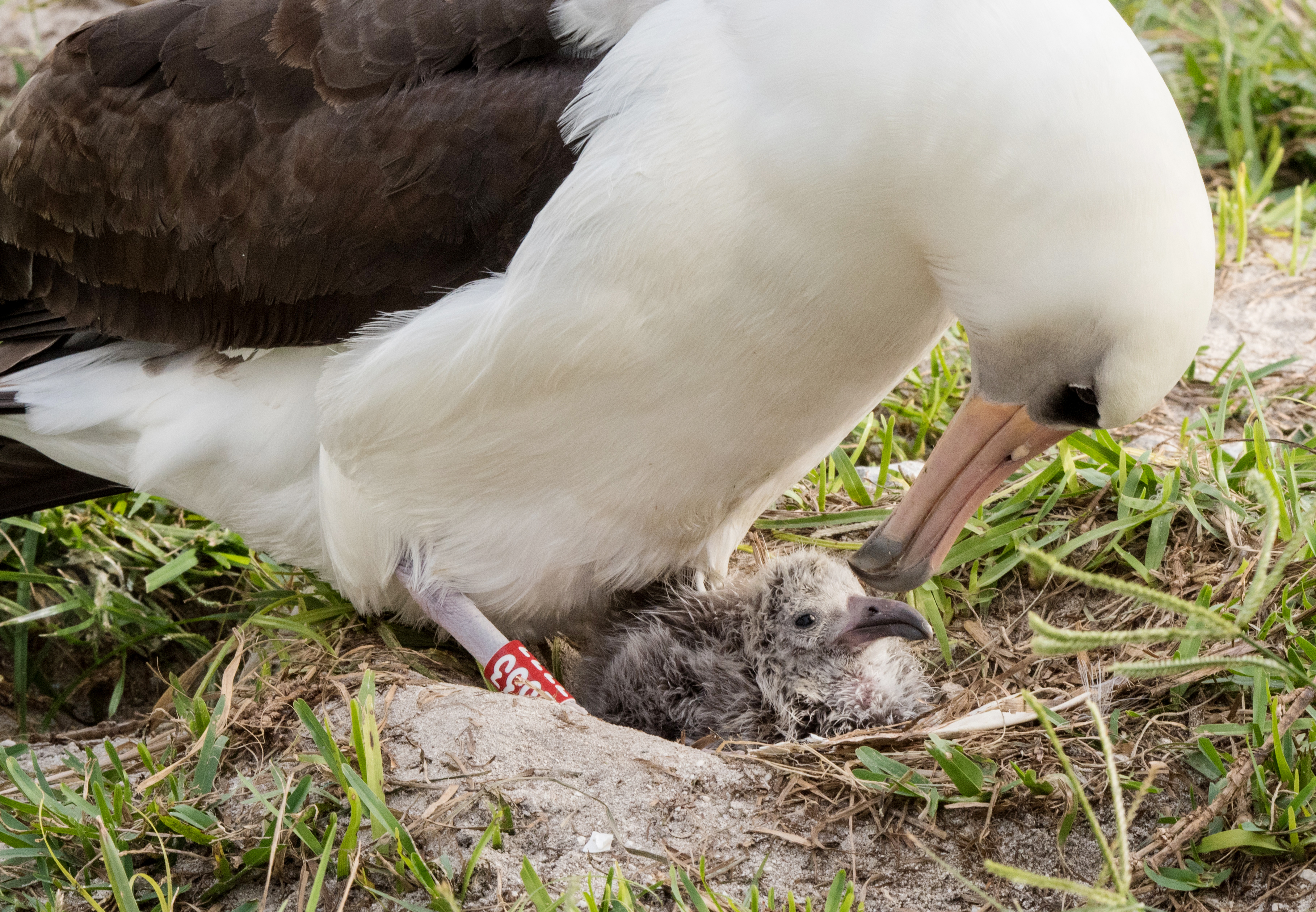
El albatros Wisdom en 2017

La hembra de albatros de Laysan conocida como Wisdom, tenía al menos setenta años cuando crio un pollo en febrero de 2021 en el atolón de Midway. Wisdom  había ya sobrevivido al biólogo Chandler Robbins, que le colocó una anilla de seguimiento por primera vez en 1956. En abril de 2024 fue de nuevo constatada su presencia en Midway, ya con setenta y tres años. Se cree que Wisdom ha puesto durante su larga vida entre cincuenta y sesenta huevos.

## Educación

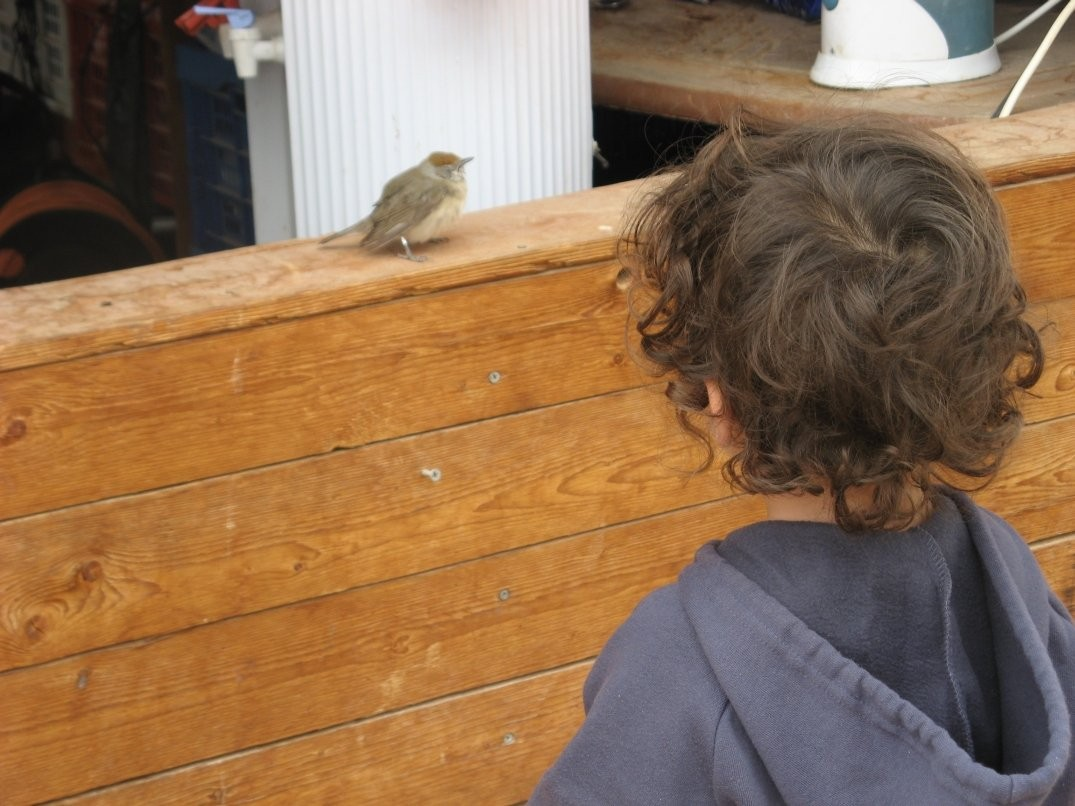
Divulgación del anillamiento

Muchas instituciones que anillan aves ofrecen demostraciones para el público durante las cuales personas expertas anillan aves vivas mientras explican los pasos del proceso y responden preguntas. Educar sobre la técnica del anillamiento ayuda a difundir información precisa y extiende entre las personas no especializadas el conocimiento sobre la biodiversidad y la necesidad de su conservación. Si bien el anillamiento de aves vivas no es el único método para educar al público sobre la conservación de las aves, puede considerarse un método especialmente atractivo.